# Tornos penumbrosa
Tornos penumbrosa là một loài bướm đêm trong họ Geometridae.